# Club Social y Deportivo Río Amarillo
El Club Deportivo Río Amarillo es un equipo profesional de fútbol de la ciudad de Portovelo, Ecuador. Fue fundado el 7 de agosto de 1965. Su estadio es de la Liga Deportiva Cantonal de Portovelo y tiene una capacidad de alrededor de 3500 personas. Se desempeña en la Segunda Categoría del Campeonato Ecuatoriano de Fútbol.
Está afiliado a la Asociación de Fútbol Profesional de El Oro.
Actualmente se encuentra inactivo por falta de pago a la FEF y a la FEDEORO.

## Campaña 1973
En el primer campeonato provincial de El Oro el equipo de comercial quedó el puesto 4.º, ese año quedó campeón el club Carmen Mora

Cronología de los partidos jugados:
Primera Rueda:
08/07/1973: Empató 2 a 2 con Macarsa.
29/07/1973: Ganó 3 a 0 a Comercial Huaquillas.
12/08/1973: Perdió 4 a 2 con Bonita FC.
26/08/1973: Empató 1 a 1 con Liga Deportiva Universitaria.
16/09/1973: Empató 2 a 2 con América de Machala.
Segunda Rueda:
07/10/1973: Perdió 2 a 1 con Carmen Mora.
21/10/1973: empató 3 a 3 con Estudiantes Octubrinos.
28/10/1973: Ganó 1 a 0 a Bonita FC.
11/11/1973: Perdió 4 a 2 con Audaz Octubrino.
25/11/1973: Ganó 2 a 0 a Macarsa.
Plantel de Jugadores:
Utilizó en total 26 jugadores:
Alvarado Aguilar, Jorge; Arias Ortega, Marcos; Berrueta, Julio César (uruguayo); Duré, Carlos (uruguayo); Feijóo Aguilar, Carlos; Gallardo Sánchez, Germán; González Chiriboga, Luis; González Orellana, Luis; Honores Mendoza, Luis; Jara Samaniego, Ángel “Panela”; Jara Samaniego, Vicente “Chuchuca”; López Bravo, Celso; Martínez, Ricardo (uruguayo); Miller Valverde, Claudio; Mocha Espinoza, Jorge; Mora Martínez, Ricardo; Moreno Cuenca, Lauro; Moreno Cuenca, Marcos; Motoche Colozuma, Guillermo “Grillo” o “Chino”; Muñoz Dávila, Ángel; Muñoz Dávila, Wilson; Patiño Mora, Ángel; Ponce Benítez, Segundo (peruano); Ramírez Castillo, Abdón; Sigüenza Martínez, Gustavo; Sigüenza Martínez, Nery.

## Palmarés

### Torneos provinciales
| Competición                       | Títulos | Subcampeonatos |
| --------------------------------- | ------- | -------------- |
| Segunda Categoría de El Oro (0/1) |         | 2011.          |